# Доњи Дејан
Доњи Дејан је насеље у Србији у општини Власотинце у Јабланичком округу. Према попису из 2022. било је 193 становника.
Село чине махале: Власина, Камењари, Чукар, Бошковци, Прогон, Бара и Било.
Лоцирано поред пута Власотинце—Свође, село Доњи Дејан, је у прошлости било главно административно место за сва околна села. Ту се налази месна канцеларија, задружни дом, кафана и продавнице. Некад је било занатских радњи: грнчарска, опанчарска и ковачка. Данас нема занатлија, а задружни дом је запуштен. У дому се некад окупљала омладина на игранкама, у времену такмичења певача аматера и “сусрета села”- такмичења у певању и фолклору. Село је електрифицирано, а по махалама се користи вода са извора. Дејанци су били цигларски печалбари у прошлости, али сада иду ређе у цигларе. Млађи мештани предност дају зидарској печалби, јер то сматрају лакшим послом. Поред печалбарства мештани се баве и сточарством, а поједници узгајају воће и винову лозу.
Основна школа у Доњем Дејану основана је 1929. године и радила је у приватној згради. Први учитељ био је Вукашин Маринковић. Деца данас похађају осмогодишњу школу у селу Крушевица.
Најпознатији мештанин је Ђура Стефановић, доктор социолошких наука и професор на пољопривредном и учитељском факултету. Једна од најстаријих фамилија у Доњем Дејану су Мисинци. Село је изложено миграцији. Све већи број младих напушта село и то одмах по завршетку школовања. Највише Дејанаца се иселило у Власотинце.

## Демографија
У насељу Доњи Дејан живи 417 пунолетних становника, а просечна старост становништва износи 45,5 година (43,8 код мушкараца и 47,3 код жена). У насељу има 173 домаћинства, а просечан број чланова по домаћинству је 2,87.
Ово насеље је великим делом насељено Србима (према попису из 2002. године), а у последња три пописа, примећен је пад у броју становника.
|  |

| Демографија | Демографија | Демографија |
| Година      | Становника  | Становника  |
| ----------- | ----------- | ----------- |
| 1948.       | 978         |             |
| 1953.       | 1.008       |             |
| 1961.       | 1.029       |             |
| 1971.       | 891         |             |
| 1981.       | 766         |             |
| 1991.       | 647         | 640         |
| 2002.       | 497         | 497         |
| 2011.       | 359         |             |
| 2022.       | 193         |             |

| Етнички састав према попису из 2002.‍ | Етнички састав према попису из 2002.‍ | Етнички састав према попису из 2002.‍ | Етнички састав према попису из 2002.‍ | Етнички састав према попису из 2002.‍ |
| ------------------------------------ | ------------------------------------ | ------------------------------------ | ------------------------------------ | ------------------------------------ |
|                                      |                                      |                                      |                                      |                                      |
| Срби                                 | Срби                                 |                                      | 470                                  | 94,56%                               |
| Роми                                 | Роми                                 |                                      | 20                                   | 4,02%                                |
| Хрвати                               | Хрвати                               |                                      | 1                                    | 0,20%                                |

| Година пописа     | 1948. | 1953. | 1961. | 1971. | 1981. | 1991. | 2002. |
| ----------------- | ----- | ----- | ----- | ----- | ----- | ----- | ----- |
| Број домаћинстава | 135   | 148   | 166   | 196   | 197   | 201   | 173   |

| Број чланова      | 1  | 2  | 3  | 4  | 5  | 6 | 7 | 8 | 9 | 10 и више | Просек |
| ----------------- | -- | -- | -- | -- | -- | - | - | - | - | --------- | ------ |
| Број домаћинстава | 30 | 61 | 31 | 21 | 18 | 8 | 2 | 2 | 0 | 0         | 2,87   |

| Пол    | Укупно | Неожењен/Неудата | Ожењен/Удата | Удовац/Удовица | Разведен/Разведена | Непознато |
| ------ | ------ | ---------------- | ------------ | -------------- | ------------------ | --------- |
| Мушки  | 224    | 54               | 142          | 22             | 6                  | 0         |
| Женски | 208    | 19               | 140          | 42             | 5                  | 2         |
| УКУПНО | 432    | 73               | 282          | 64             | 11                 | 2         |

| Пол    | Укупно                    | Пољопривреда, лов и шумарство | Рибарство                            | Вађење руде и камена | Прерађивачка индустрија       |
| ------ | ------------------------- | ----------------------------- | ------------------------------------ | -------------------- | ----------------------------- |
| Мушки  | 116                       | 8                             | 0                                    | 0                    | 52                            |
| Женски | 26                        | 19                            | 0                                    | 0                    | 3                             |
| УКУПНО | 142                       | 27                            | 0                                    | 0                    | 55                            |
| Пол    | Производња и снабдевање   | Грађевинарство                | Трговина                             | Хотели и ресторани   | Саобраћај, складиштење и везе |
| Мушки  | 0                         | 37                            | 2                                    | 1                    | 0                             |
| Женски | 0                         | 0                             | 2                                    | 0                    | 0                             |
| УКУПНО | 0                         | 37                            | 4                                    | 1                    | 0                             |
| Пол    | Финансијско посредовање   | Некретнине                    | Државна управа и одбрана             | Образовање           | Здравствени и социјални рад   |
| Мушки  | 0                         | 0                             | 1                                    | 1                    | 0                             |
| Женски | 0                         | 0                             | 0                                    | 2                    | 0                             |
| УКУПНО | 0                         | 0                             | 1                                    | 3                    | 0                             |
| Пол    | Остале услужне активности | Приватна домаћинства          | Екстериторијалне организације и тела | Непознато            | Непознато                     |
| Мушки  | 0                         | 0                             | 0                                    | 14                   | 14                            |
| Женски | 0                         | 0                             | 0                                    | 0                    | 0                             |
| УКУПНО | 0                         | 0                             | 0                                    | 14                   | 14                            |

## Махала Камењари
Насеље Камењари је постојало у времену Турака. Током турске владавине је у Радиној луци постојала фабрика. Најстарије породице су: Анђелковићи, Јовићи и Мисинци. По казивању Илије Ранђеловића је за време турске владавине у махали био хан-мејана, која је после преправљена у кућу. Изпред куће је био дуд стар двеста година, као и сама кућа.
По казивању Никодије Симоновића (*1902) махала Камењари је добила назив по камењару-камену од кога се праве споменици. Експлоатација камена, по казивању, почела је пре три века. Изнад махале се налази мајдан камен. Мештани махале Камењари су познати каменоресци. Возили су робу запрежним колима по пиротском, моравском, нишком и топличком крају. Радило се примитивно. Дејански каменоресци су клесали корита за појење крупне и ситне стоке, сантраце, литијске и надгробне споменике, степенике, сливнике, основе за диреке. Радили су и друге производе од камена, кога су експлоатисали са узвишења Грот (484м). Најинтензивнија експлоатација камена била је после Другог светског рата до седамдесетих година XX века. У том времену камен је клесало и до педесет мајстора. Са развојем технике долази до усавршавања каменорезачког заната и појаве модерних машина за обраду. Камен је заменио други материјал од цемента, шљунка и песка. А данас се користи мермер и гранит за израду споменика. Тако се каменорезачки занат развијао у целој бившој Југославијом. Дејанци су отварали радње у Македонији, на Косову и ужој Србији.
У познате каменорезачке фамилије спадају Жика Камењар са синовима, Милорад Илић са синовима, Симоновићи, Влајко Гуња и Дика Станчић.
Данас у махали Камењари живи и ради само један млађи мајстор каменорезац, Слободан Симоновић-Дацко.

## Махала Било
Током бекства од Турака из жнепољског краја, деца се зауставила да се играју правећи кошарке у виду кућа. Старији су, верујући да деца злокобе нешто на том месту, рекли: ”ту би било да се населимо”. Тако насељено место по легенди добило назив Било.
У махалама Власина и Било живе Срби и Роми. Роми су се доселили из Мале Азије и узели су хришћанску веру. Махом су били мајстори ковачи, хармоникаши и свирачи трубачи, а сада махом раде у печалби као циглари. Најпознатији домаћин Милорад Стојановић Билац предратни трговац послератни циглар, црепар, вуновлчар и млинар најчувенији освајач женских срца. Био је у четничком покрету Косте Пећанца Коста Пећанац. Његови наследници Дорбривоје Ђорђевић

## Археолошка налазишта
На простору Доњег Дејана има старина из времена Римљана-Византије: грчка кула према планини Крушевица и остатке из доба Римљана, а поред пута у махали Власина у њиви поред пута код задружног дома, скретнице за Прогон. Бора Стефановић је 1976. године казивао да је ископавао остатке Римљана из њиве.

## Занимљивости
У месту Умиште копана је ума-глина. С њом су старије жене прале косу, а долазиле су и жене из свих суседних села да користе уму-глину. У том времену није било сапуна за прање. Ума је коришћена чак шездесетих година XX века.

## Познате личности
- Лука Крстић, српски професор и књижевник